# Мали Суводол
Мали Суводол је насеље Града Пирота у Пиротском округу. Према попису из 2022. има 184 становника (према попису из 2002. било је 281 становника).

## Порекло назива и прошлост села
Мали Суводол добио је име по одређеним географским одликама, као насеље у сувој долини. Први пут се помиње у турским изворима. Мали Суводол уписан као "Суходол-и кјучјук" помиње се у списку џелепџешких дажбина 1576-1577.-е године, без других ближих података. У списку отоманских војника 1606.-е године, спомиње се "Сухидол-и кјучјук", где се говори о испуњеним војничким обавезама тројице мештана.
Мали Суводол је мањи по свему од Великог Суводола. Ту је 1879. године записано 35 кућа са 324 становника, ту нема писмених људи а број пореских глава износио је 56.

## Демографија
У насељу Мали Суводол живи 240 пунолетних становника, а просечна старост становништва износи 47,5 година (47,3 код мушкараца и 47,7 код жена). У насељу има 114 домаћинстава, а просечан број чланова по домаћинству је 2,46.
Ово насеље је великим делом насељено Србима (према попису из 2002. године), а у последња три пописа, примећен је пад у броју становника.
|  |

| Демографија | Демографија | Демографија |
| Година      | Становника  | Становника  |
| ----------- | ----------- | ----------- |
| 1948.       | 843         |             |
| 1953.       | 785         |             |
| 1961.       | 695         |             |
| 1971.       | 553         |             |
| 1981.       | 419         |             |
| 1991.       | 349         | 347         |
| 2002.       | 281         | 291         |

| Етнички састав према попису из 2002.‍ | Етнички састав према попису из 2002.‍ | Етнички састав према попису из 2002.‍ | Етнички састав према попису из 2002.‍ | Етнички састав према попису из 2002.‍ |
| ------------------------------------ | ------------------------------------ | ------------------------------------ | ------------------------------------ | ------------------------------------ |
|                                      |                                      |                                      |                                      |                                      |
| Срби                                 | Срби                                 |                                      | 276                                  | 98,22%                               |
| Роми                                 | Роми                                 |                                      | 2                                    | 0,71%                                |
| Македонци                            | Македонци                            |                                      | 2                                    | 0,71%                                |
| непознато                            | непознато                            |                                      | 1                                    | 0,35%                                |

| Година пописа     | 1948. | 1953. | 1961. | 1971. | 1981. | 1991. | 2002. |
| ----------------- | ----- | ----- | ----- | ----- | ----- | ----- | ----- |
| Број домаћинстава | 134   | 136   | 133   | 131   | 122   | 114   | 114   |

| Број чланова      | 1  | 2  | 3  | 4  | 5  | 6 | 7 | 8 | 9 | 10 и више | Просек |
| ----------------- | -- | -- | -- | -- | -- | - | - | - | - | --------- | ------ |
| Број домаћинстава | 37 | 36 | 14 | 11 | 11 | 4 | 1 | 0 | 0 | 0         | 2,46   |

| Пол    | Укупно | Неожењен/Неудата | Ожењен/Удата | Удовац/Удовица | Разведен/Разведена | Непознато |
| ------ | ------ | ---------------- | ------------ | -------------- | ------------------ | --------- |
| Мушки  | 124    | 31               | 74           | 16             | 3                  | 0         |
| Женски | 121    | 11               | 75           | 33             | 2                  | 0         |
| УКУПНО | 245    | 42               | 149          | 49             | 5                  | 0         |

| Пол    | Укупно                    | Пољопривреда, лов и шумарство | Рибарство                            | Вађење руде и камена | Прерађивачка индустрија       |
| ------ | ------------------------- | ----------------------------- | ------------------------------------ | -------------------- | ----------------------------- |
| Мушки  | 47                        | 8                             | 0                                    | 0                    | 23                            |
| Женски | 21                        | 8                             | 0                                    | 0                    | 8                             |
| УКУПНО | 68                        | 16                            | 0                                    | 0                    | 31                            |
| Пол    | Производња и снабдевање   | Грађевинарство                | Трговина                             | Хотели и ресторани   | Саобраћај, складиштење и везе |
| Мушки  | 0                         | 3                             | 2                                    | 2                    | 1                             |
| Женски | 0                         | 0                             | 2                                    | 0                    | 0                             |
| УКУПНО | 0                         | 3                             | 4                                    | 2                    | 1                             |
| Пол    | Финансијско посредовање   | Некретнине                    | Државна управа и одбрана             | Образовање           | Здравствени и социјални рад   |
| Мушки  | 0                         | 0                             | 3                                    | 2                    | 0                             |
| Женски | 0                         | 0                             | 1                                    | 0                    | 2                             |
| УКУПНО | 0                         | 0                             | 4                                    | 2                    | 2                             |
| Пол    | Остале услужне активности | Приватна домаћинства          | Екстериторијалне организације и тела | Непознато            | Непознато                     |
| Мушки  | 1                         | 0                             | 0                                    | 2                    | 2                             |
| Женски | 0                         | 0                             | 0                                    | 0                    | 0                             |
| УКУПНО | 1                         | 0                             | 0                                    | 2                    | 2                             |